# Belvèze-du-Razès
Belvèze-du-Razès (en occitan languedocien Bèlvéser ) est une commune française, située dans l'ouest du département de l'Aude en région Occitanie.
Sur le plan historique et culturel, la commune fait partie du Razès, un pays historiquement très étendu, qui ne se résume aujourd'hui qu'aux collines de la Malepère et au bas Razès au centre et au sud, limité par le pays de Sault. Exposée à un climat méditerranéen, elle est drainée par le Sou, le ruisseau de Maraing. La commune possède un patrimoine naturel remarquable composé d'une zone naturelle d'intérêt écologique, faunistique et floristique.
Belvèze-du-Razès est une commune rurale qui compte 841 habitants en 2022, après avoir connu une forte hausse de la population depuis 1975. Elle fait partie de l'aire d'attraction de Carcassonne. Ses habitants sont appelés les Belvézois et ses habitantes les Belvézoises.

## Géographie

### Localisation
Belvèze-du-Razès est une commune située dans le Razès sur le Sou. Elle se trouve à une heure de Toulouse, 30 minutes de Carcassonne et 15 minutes de Limoux. Elle fait d'ailleurs partie comme cette dernière de la communauté de communes du Limouxin.

### Communes limitrophes
Les communes limitrophes sont Alaigne, Bellegarde-du-Razès, Cailhau, Cambieure, Gramazie, Mazerolles-du-Razès et Routier.
|                     | Gramazie         | Cailhau   |
| Mazerolles-du-Razès | Belvèze-du-Razès | Cambieure |
| Bellegarde-du-Razès | Alaigne          | Routier   |

### Géologie et relief
Belvèze-du-Razès se situe en zone de sismicité 2 (sismicité faible).

### Hydrographie
La commune est dans la région hydrographique « Côtiers méditerranéens », au sein du bassin hydrographique Rhône-Méditerranée-Corse. Elle est drainée par le Sou, le ruisseau de Maraing, constituant un réseau hydrographique de 4 km de longueur totale,.
Le Sou, d'une longueur totale de 29,5 km, prend sa source dans la commune de Lignairolles et s'écoule du sud-ouest vers le nord-est puis vers l'est. Il traverse la commune et se jette dans l'Aude à Pieusse, après avoir traversé 17 communes.

### Climat
Pour des articles plus généraux, voir Climat de l'Occitanie et Climat de l'Aude.
En 2010, le climat de la commune est de type climat méditerranéen altéré, selon une étude s'appuyant sur une série de données couvrant la période 1971-2000. En 2020, Météo-France publie une typologie des climats de la France métropolitaine dans laquelle la commune est exposée à un climat océanique altéré et est dans une zone de transition entre les régions climatiques « Aquitaine, Gascogne » et « Pyrénées orientales »0.
Pour la période 1971-2000, la température annuelle moyenne est de 13 °C, avec une amplitude thermique annuelle de 15,8 °C. Le cumul annuel moyen de précipitations est de 804 mm, avec 9,6 jours de précipitations en janvier et 5,2 jours en juillet. Pour la période 1991-2020, la température moyenne annuelle observée sur la station météorologique la plus proche, située sur la commune d'Alaigne à 3 km à vol d'oiseau, est de 14,0 °C et le cumul annuel moyen de précipitations est de 673,6 mm,. Pour l'avenir, les paramètres climatiques de la commune estimés pour 2050 selon différents scénarios d'émission de gaz à effet de serre sont consultables sur un site dédié publié par Météo-France en novembre 2022.

### Milieux naturels et biodiversité

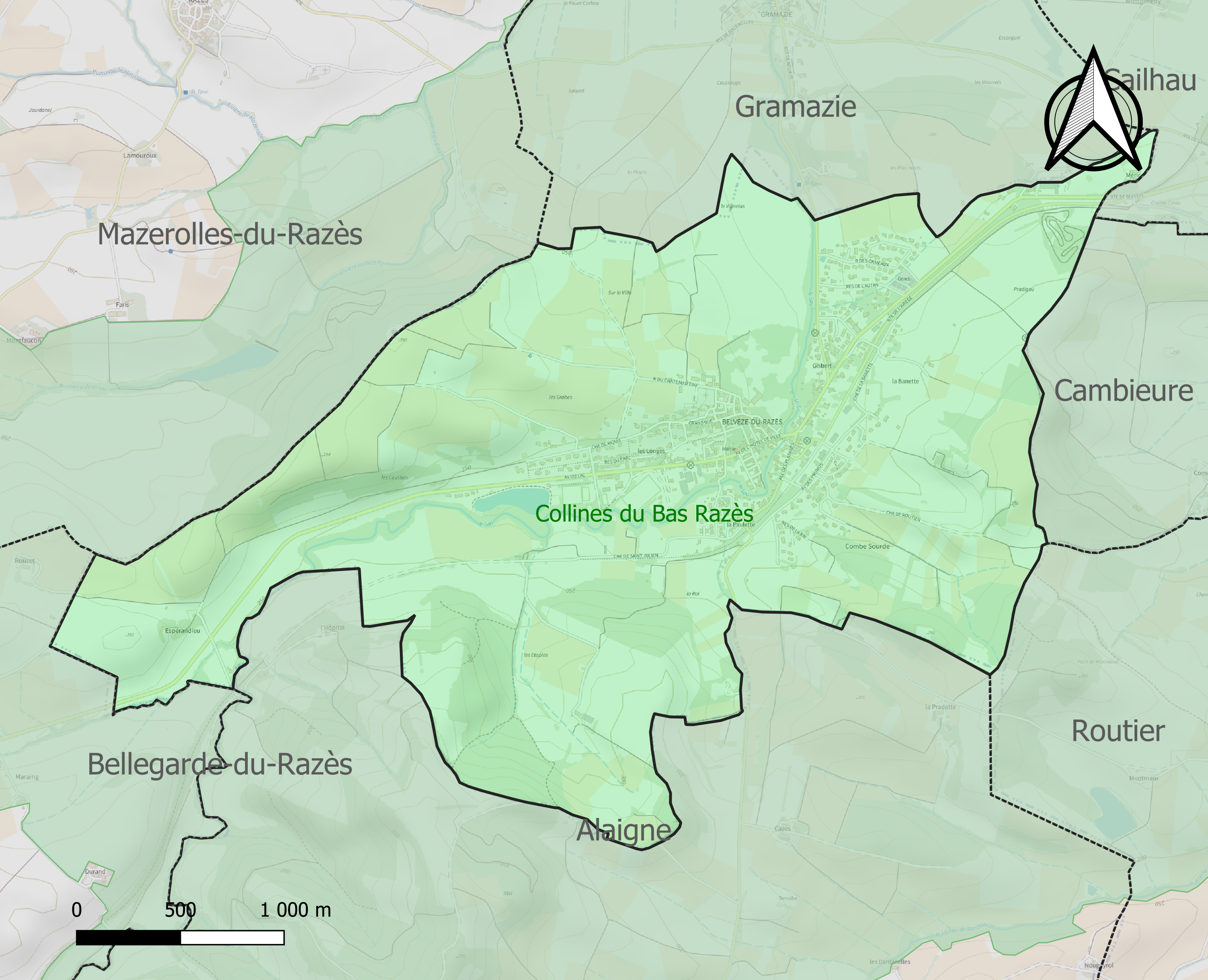
Carte de la ZNIEFF de type 1 localisée sur la commune.

L’inventaire des zones naturelles d'intérêt écologique, faunistique et floristique (ZNIEFF) a pour objectif de réaliser une couverture des zones les plus intéressantes sur le plan écologique, essentiellement dans la perspective d’améliorer la connaissance du patrimoine naturel national et de fournir aux différents décideurs un outil d’aide à la prise en compte de l’environnement dans l’aménagement du territoire.
Une ZNIEFF de type 1 est recensée sur la commune : les « collines du Bas Razès » (3 551 ha), couvrant 13 communes du département.

## Urbanisme

### Typologie
Au 1er janvier 2024, Belvèze-du-Razès est catégorisée bourg rural, selon la nouvelle grille communale de densité à 7 niveaux définie par l'Insee en 2022.
Elle est située hors unité urbaine. Par ailleurs la commune fait partie de l'aire d'attraction de Carcassonne, dont elle est une commune de la couronne,. Cette aire, qui regroupe 115 communes, est catégorisée dans les aires de 50 000 à moins de 200 000 habitants,.

### Occupation des sols
L'occupation des sols de la commune, telle qu'elle ressort de la base de données européenne d’occupation biophysique des sols Corine Land Cover (CLC), est marquée par l'importance des territoires agricoles (80,1 % en 2018), en diminution par rapport à 1990 (81,9 %). La répartition détaillée en 2018 est la suivante : cultures permanentes (49,4 %), zones agricoles hétérogènes (18,3 %), zones urbanisées (12,8 %), terres arables (12,5 %), forêts (7,1 %). L'évolution de l’occupation des sols de la commune et de ses infrastructures peut être observée sur les différentes représentations cartographiques du territoire : la carte de Cassini (XVIIIe siècle), la carte d'état-major (1820-1866) et les cartes ou photos aériennes de l'IGN pour la période actuelle (1950 à aujourd'hui).

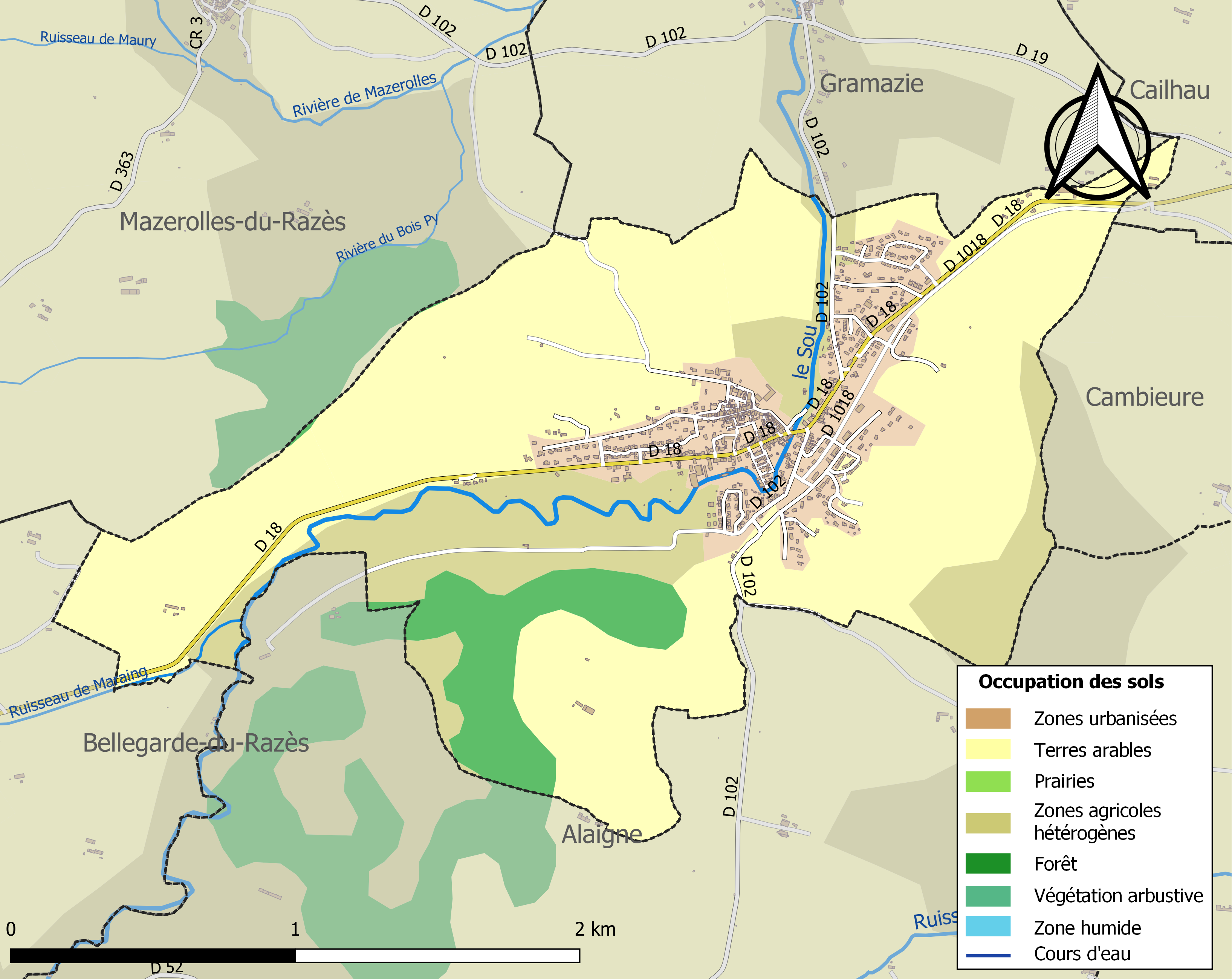
Carte des infrastructures et de l'occupation des sols de la commune en 2018 (CLC).

### Risques majeurs
Le territoire de la commune de Belvèze-du-Razès est vulnérable à différents aléas naturels : météorologiques (tempête, orage, neige, grand froid, canicule ou sécheresse), inondations et séisme (sismicité faible). Un site publié par le BRGM permet d'évaluer simplement et rapidement les risques d'un bien localisé soit par son adresse soit par le numéro de sa parcelle.
Certaines parties du territoire communal sont susceptibles d’être affectées par le risque d’inondation par débordement de cours d'eau, notamment le Sou. La commune a été reconnue en état de catastrophe naturelle au titre des dommages causés par les inondations et coulées de boue survenues en 1982, 1992, 1996, 1999, 2000, 2009 et 2021,.

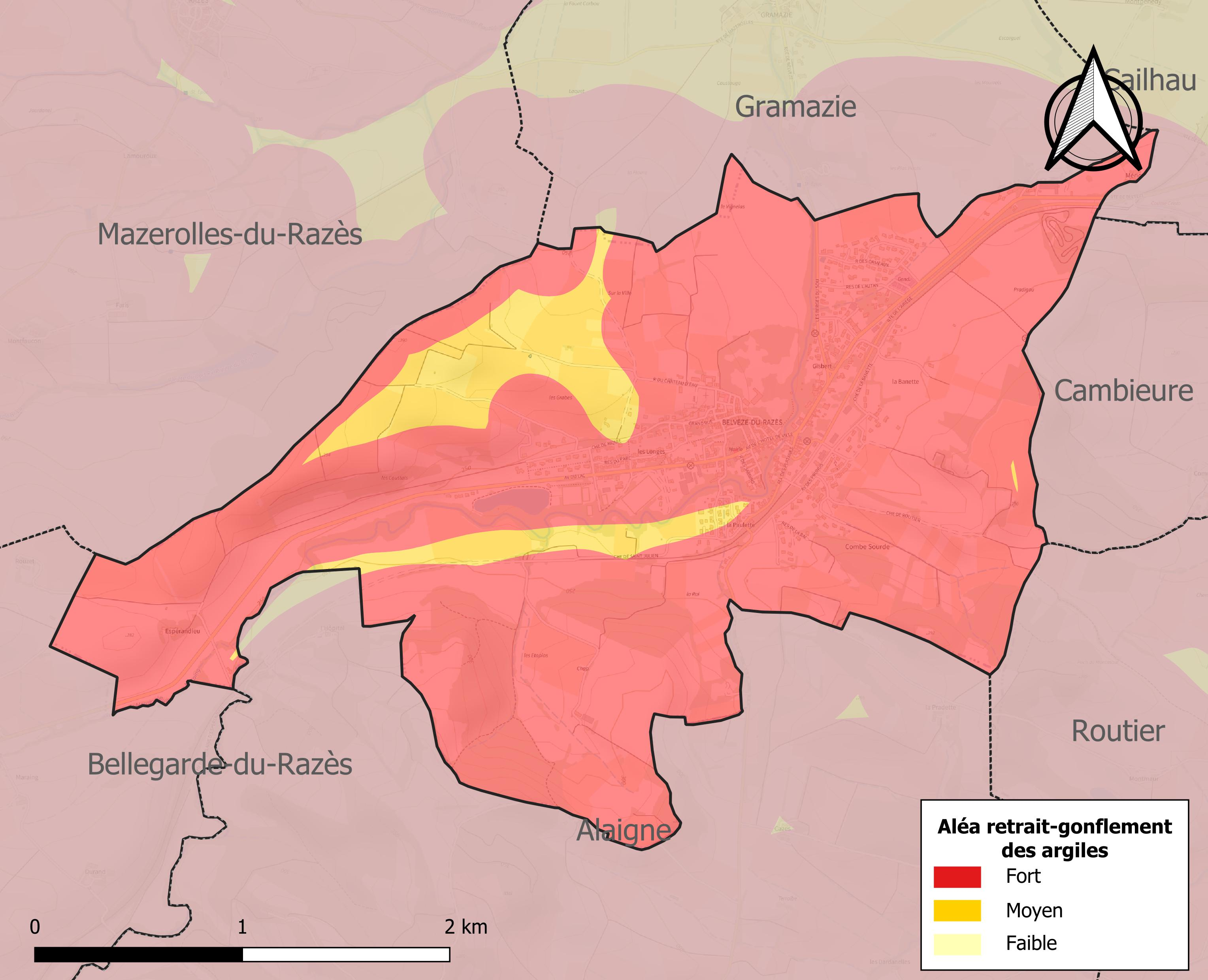
Carte des zones d'aléa retrait-gonflement des sols argileux de Belvèze-du-Razès.

Le retrait-gonflement des sols argileux est susceptible d'engendrer des dommages importants aux bâtiments en cas d’alternance de périodes de sécheresse et de pluie. La totalité de la commune est en aléa moyen ou fort (75,2 % au niveau départemental et 48,5 % au niveau national). Sur les 534 bâtiments dénombrés sur la commune en 2019, 534 sont en aléa moyen ou fort, soit 100 %, à comparer aux 94 % au niveau départemental et 54 % au niveau national. Une cartographie de l'exposition du territoire national au retrait gonflement des sols argileux est disponible sur le site du BRGM,.

## Toponymie
Belvèze vient de l’occitan bèl et vezer, signifiant bel aspect  ou   belle vue, indiquant un lieu élevé. C’est la même étymologie que pour les communes nommées Beauvezer et Belvèze.

## Politique et administration

### Découpage territorial
La commune de Belvèze-du-Razès est membre de la communauté de communes du Limouxin, un établissement public de coopération intercommunale (EPCI) à fiscalité propre créé le 2 décembre 2016 dont le siège est à Limoux. Ce dernier est par ailleurs membre d'autres groupements intercommunaux.
Sur le plan administratif, elle est rattachée à l'arrondissement de Limoux, au département de l'Aude, en tant que circonscription administrative de l'État, et à la région Occitanie.
Sur le plan électoral, elle dépend du canton de la Piège au Razès pour l'élection des conseillers départementaux, depuis le redécoupage cantonal de 2014 entré en vigueur en 2015, et de la troisième circonscription de l'Aude  pour les élections législatives, depuis le redécoupage électoral de 1986.

### Liste des maires
| Période                                  | Période  | Identité      | Étiquette | Qualité |
| ---------------------------------------- | -------- | ------------- | --------- | ------- |
| mars 2001                                | 2008     | Paul Briet    | DVD       |         |
| mars 2008                                | mai 2020 | Didier Lozano | SE        |         |
| 23 mai 2020                              | En cours | André Amat    |           |         |
| Les données manquantes sont à compléter. |          |               |           |         |

## Population et société

### Démographie
L'évolution du nombre d'habitants est connue à travers les recensements de la population effectués dans la commune depuis 1793. Pour les communes de moins de 10 000 habitants, une enquête de recensement portant sur toute la population est réalisée tous les cinq ans, les populations de référence des années intermédiaires étant quant à elles estimées par interpolation ou extrapolation. Pour la commune, le premier recensement exhaustif entrant dans le cadre du nouveau dispositif a été réalisé en 2004.

En 2022, la commune comptait 841 habitants, en évolution de −3,67 % par rapport à 2016 (Aude : +2,65 %, France hors Mayotte : +2,11 %).
| 1793 | 1800 | 1806 | 1821 | 1831 | 1836 | 1841 | 1846 | 1851 |
| ---- | ---- | ---- | ---- | ---- | ---- | ---- | ---- | ---- |
| 335  | 371  | 360  | 395  | 378  | 356  | 403  | 424  | 460  |

| 1856 | 1861 | 1866 | 1872 | 1876 | 1881 | 1886 | 1891 | 1896 |
| ---- | ---- | ---- | ---- | ---- | ---- | ---- | ---- | ---- |
| 466  | 460  | 433  | 444  | 475  | 509  | 630  | 530  | 576  |

| 1901 | 1906 | 1911 | 1921 | 1926 | 1931 | 1936 | 1946 | 1954 |
| ---- | ---- | ---- | ---- | ---- | ---- | ---- | ---- | ---- |
| 592  | 617  | 625  | 529  | 559  | 611  | 669  | 556  | 595  |

| 1962 | 1968 | 1975 | 1982 | 1990 | 1999 | 2004 | 2006 | 2009 |
| ---- | ---- | ---- | ---- | ---- | ---- | ---- | ---- | ---- |
| 556  | 610  | 666  | 738  | 836  | 765  | 748  | 766  | 858  |

| 2014 | 2019 | 2022 | - | - | - | - | - | - |
| ---- | ---- | ---- | - | - | - | - | - | - |
| 870  | 857  | 841  | - | - | - | - | - | - |

## Économie

### Revenus
En 2018  (données Insee publiées en septembre 2021), la commune compte 418 ménages fiscaux, regroupant 848 personnes. La médiane du revenu disponible par unité de consommation est de 17 970 € (19 240 € dans le département).

### Emploi
| Division       | 2008   | 2013   | 2018   |
| -------------- | ------ | ------ | ------ |
| Commune        | 7,8 %  | 12,9 % | 13,9 % |
| Département    | 10,2 % | 12,8 % | 12,6 % |
| France entière | 8,3 %  | 10 %   | 10 %   |

En 2018, la population âgée de 15 à 64 ans s'élève à 441 personnes, parmi lesquelles on compte 75,6 % d'actifs (61,6 % ayant un emploi et 13,9 % de chômeurs) et 24,4 % d'inactifs,. En  2018, le taux de chômage communal (au sens du recensement) des 15-64 ans est supérieur à celui du département et de la France, alors qu'en 2008 la situation était inverse.
La commune fait partie de la couronne de l'aire d'attraction de Carcassonne, du fait qu'au moins 15 % des actifs travaillent dans le pôle,. Elle compte 182 emplois en 2018, contre 180 en 2013 et 155 en 2008. Le nombre d'actifs ayant un emploi résidant dans la commune est de 280, soit un indicateur de concentration d'emploi de 65 % et un taux d'activité parmi les 15 ans ou plus de 45,6 %.
Sur ces 280 actifs de 15 ans ou plus ayant un emploi, 82 travaillent dans la commune, soit 30 % des habitants. Pour se rendre au travail, 83,5 % des habitants utilisent un véhicule personnel ou de fonction à quatre roues, 0,7 % les transports en commun, 9,1 % s'y rendent en deux-roues, à vélo ou à pied et 6,8 % n'ont pas besoin de transport (travail au domicile).

### Activités hors agriculture

#### Secteurs d'activités
61 établissements sont implantés  à Belvèze-du-Razès au 31 décembre 2019. Le tableau ci-dessous en détaille le nombre par secteur d'activité et compare les ratios avec ceux du département,.
| Secteur d'activité                                                                                        | Commune | Commune | Département |
| Secteur d'activité                                                                                        | Nombre  | %       | %           |
| --- | ------- | ------- | ----------- |
| Ensemble                                                                                                  | 61      |         |             |
| Industrie manufacturière, industries extractives et autres                                                | 4       | 6,6 %   | (8,8 %)     |
| Construction                                                                                              | 7       | 11,5 %  | (14 %)      |
| Commerce de gros et de détail, transports, hébergement et restauration                                    | 12      | 19,7 %  | (32,3 %)    |
| Activités financières et d'assurance                                                                      | 1       | 1,6 %   | (2,7 %)     |
| Activités immobilières                                                                                    | 2       | 3,3 %   | (5,2 %)     |
| Activités spécialisées, scientifiques et techniques et activités de services administratifs et de soutien | 3       | 4,9 %   | (13,3 %)    |
| Administration publique, enseignement, santé humaine et action sociale                                    | 27      | 44,3 %  | (13,2 %)    |
| Autres activités de services                                                                              | 5       | 8,2 %   | (8,8 %)     |

Le secteur de l'administration publique, l'enseignement, la santé humaine et l'action sociale est prépondérant sur la commune puisqu'il représente 44,3 % du nombre total d'établissements de la commune (27 sur les 61 entreprises implantées  à Belvèze-du-Razès), contre 13,2 % au niveau départemental.

#### Entreprises
L'entreprise ayant son siège social sur le territoire communal qui génère le plus de chiffre d'affaires en 2020 est : 
- See Toffoli, travaux de terrassement courants et travaux préparatoires (2 397 k€)

### Agriculture
|                                   | 1988 | 2000 | 2010 |
| --------------------------------- | ---- | ---- | ---- |
| Exploitations                     | 23   | 13   | 8    |
| Superficie agricole utilisée (ha) | 373  | 301  | 293  |

La commune fait partie de la petite région agricole dénommée « Razès ». En 2010, l'orientation technico-économique de l'agriculture  sur la commune est la viticulture (appellation et autre). Huit exploitations agricoles ayant leur siège dans la commune sont dénombrées lors du recensement agricole de 2010 (douze en 1988). La superficie agricole utilisée est de 293 ha.

## Culture locale et patrimoine

### Lieux et monuments
- Église Notre-Dame de Belvèze-du-Razès, reconstruite au XIVe siècle : tableau du roi Saint Louis en prière provenant de l’ancien château.
- Château XVIIIe, restauré.
- La Vierge à l'Enfant. statue du XIVe siècle.
- Maison Escarguel 1675 : clef datée à l’arc d’une fenêtre.
- Le gour.

### Personnalités liées à la commune
- François Rougé, homme politique né le 15 décembre 1845 à Belvèze-du-Razès (Aude) et décédé le 2 janvier 1900 à Toulouse (Haute-Garonne).
- Jean Baylac (1898-1961) : député du Lot-et-Garonne né à Belvèze-du-Razès.
- Serge Binotto (1939-2021) : designer et architecte né à Belvèze-du-Razès.
- Aurélien Sanchez (1991-) : ultra trailer international né à Belvèze-du-Razès.

### Héraldique
| Blason de Belvèze-du-Razès | Blason  | D'argent, au pin de sinople posé sur une terrasse du même, aux deux lions affrontés de gueules appuyés sur le fût de l'arbre, au chef d'azur chargé d'une fleur de lys accompagnée de deux coquilles Saint-Jacques, le tout d'or. |
| Blason de Belvèze-du-Razès | Détails | Le statut officiel du blason reste à déterminer. |